# Drakkar (Walibi Sud-Ouest)
Drakkar is een boomstamattractie in het Franse attractiepark Walibi Sud-Ouest.

## Geschiedenis
De attractie was oorspronkelijk gebouwd in 1978 in Walibi Belgium, in opdracht van Eddy Meeùs. Het was een van de eerste echte pretparkattracties in het park. De attractie stond in het water op het grote centrale meer van het park. Oorspronkelijk heette ze Rivière Sauvage (Frans voor Wilde Rivier), later werd ze hernoemd naar Rio Grande. Eind 1994 werd de attractie gesloten en verwijderd, samen met de andere, kleinere boomstamattractie van het park, Rio Salto (die gebouwd was in 1986). Dit om plaats te maken voor één grote nieuwe boomstamattractie ter ere van het twintigjarig bestaan van het park in 1995: Flash Back.
De attractie werd intact gehouden en werd verplaatst naar Walibi Sud-Ouest. Daar opende ze in 1996 onder de naam Drakkar.

## Technisch
De baan van de attractie is 430 meter lang en heeft één afdaling van 15 meter hoog. Om alleen in de attractie plaats te mogen nemen, dient men 120 centimeter groot te zijn. Tussen de 90 en 120 centimeter is begeleiding door een volwassene vereist. Er kunnen vier personen in een bootje plaatsnemen.
Afbeeldingen · Geschiedenis van Walibi Belgium